# All Them Witches
All Them Witches ist eine US-amerikanische neo-psychedelische Blues-Rockband aus Nashville (Tennessee), die 2012 gegründet wurde. Die Musik zeigt Einflüsse aus den 1960er und 1970er Jahren, insbesondere von Bands wie Blue Cheer, Black Sabbath, Led Zeppelin, The Doors und Mountain.

## Bandgeschichte
Die Band besteht aus dem Sänger und Multiinstrumentalisten Charles Michael Parks Jr. und dem Gitarristen Ben McLeod sowie dem Schlagzeuger Robby Staebler. Sie wurde am 6. Januar 2012 gegründet. Zuvor war der Schlagzeuger Robby Staebler von Portland nach Nashville gezogen, um Musiker für eine Bandgründung zu suchen. Dabei rekrutierte er den Gitarristen Ben McLeod nach einem Treffen in einer Bar. Später stießen Charles Michael Parks Jr. als Frontmann und Bassist sowie Allan Van Cleave als Keyboardspieler hinzu.
2012 veröffentlichte All Them Witches ihre erste selbstbetitelte EP mit vier Titeln. Ebenfalls 2012 erschien ihr Debütalbum Our Mother Electricity beim deutschen Independent-Label Elektrohasch Records, das damit erstmals eine amerikanische Band unter Vertrag nahm. Das zweite Studioalbum von 2013 unter dem Titel Lightning at the Door wurde im Internet veröffentlicht und vertrieben. 2015 veröffentlichte die Band das Livealbum At the Garage. 2015 ging die Band bei New West Records unter Vertrag. In dem Jahr nahm sie ihr drittes Studioalbum Dying Surfer Meets His Maker in sechs Tagen in einer abgelegenen Berghütte mit Blick auf Pigeon Forge in Tennessee auf.
Sleeping Through the War erschien 2017 als viertes Studioalbum der Band. 2018 verließ der Keyboardspieler Allan Van Cleave die Band. Er wurde von Jonathan Draper ersetzt. Nach ihrem Album ATW von 2018 machte die Band ohne Jonathan Draper als Trio weiter. 2020 veröffentlichte die Band Nothing as the Ideal als sechstes Studioalbum, das in den Abbey Road Studios in London aufgenommen wurde.
Am 24. April 2024 stieg Robby Staebler, der Schlagzeuger und Mitbegründers von All Them Witches, aus der Band aus, da er eigene Pläne verfolgt. An seine Stelle tritt Christian Powers von der Band Fortune Child und wird das Schlagzeug übernehmen.

## Bandname

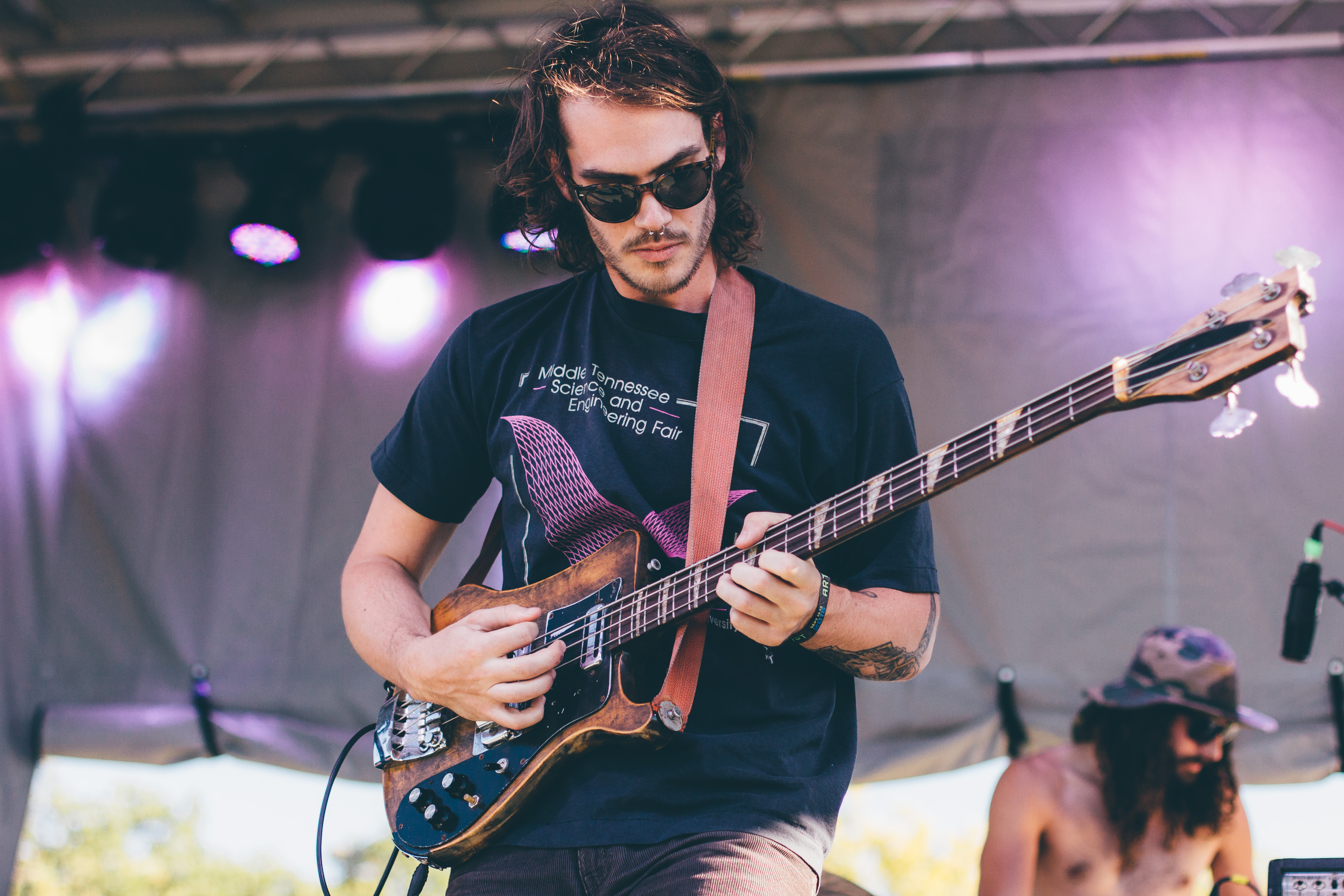
Sänger Charles Michael Parks Jr., 2014

Der Bandname beruht auf dem fiktiven Buch „All of Them Witches“ (deutsch: Allesamt Hexen), das eine zentrale Rolle im Horrorfilm Rosemaries Baby von 1968 spielt. Dort wird es als gebundenes Buch mit einem schwarzen Umschlag gezeigt, das auf der Vorderseite mit dem Titel in goldenen Buchstaben versehen ist. Das mit bildlichen Illustrationen versehene Buch wird im Film als ein Werk über Hexerei dargestellt, aus dem die Hauptdarstellerin Rosemarie entscheidende Informationen über einen Satanisten in ihrer näheren Umgebung erlangt.

## Diskografie
Alben
- 2012 – Our Mother Electricity
- 2013 – Lightning at the Door
- 2015 – Dying Surfer Meets His Maker
- 2017 – Sleeping Through the War
- 2018 – ATW
- 2020 – Nothing as the Ideal
- 2021 – Live on the Internet

EPs
- 2013 – Extra Pleasant
- 2014 – Effervescent